# Nävertjärnen (Stensele socken, Lappland)
Nävertjärnen är en sjö i Storumans kommun i Lappland och ingår i Umeälvens huvudavrinningsområde.